# Francis X. Suarez
Francis Xavier Suarez (Miami, 1977. október 6. –) amerikai jogász, Miami városának 43. polgármestere. Az első polgármester, aki a városban is született és az első 1996 óta, aki nem Kuba szigetén született.
Polgármestersége előtt a negyedik kerület biztosa volt Miamiban, 2009 és 2017 között. 2017-ben választották meg polgármesternek és 2021-ben újraválasztották. Ugyan republikánus, a polgármesteri poszt hivatalosan pártatlannak számít, Suarez a 2018-as választásokon se pártja jelöltjét támogatta a kormányzóválasztáson. Xavier Suarez fia, aki hozzá hasonlóan Miami polgármestere volt, illetve Miami-Dade megye biztosa is.
2023-ban bejelentette, hogy indul a 2024-es republikánus előválasztáson az elnökjelöltségért.